# فرانك بيرك (لاعب كرة قاعدة)
فرانك بيرك (بالإنجليزية: Frank Burke)‏ هو لاعب كرة قاعدة أمريكي، ولد في 16 فبراير 1880 في مقاطعة كربون في الولايات المتحدة، وتوفي في 17 سبتمبر 1946 في لوس أنجلوس في الولايات المتحدة.